# Pseudapis nilotica
Pseudapis nilotica är en biart som först beskrevs av Smith 1875.  Pseudapis nilotica ingår i släktet Pseudapis och familjen vägbin. Inga underarter finns listade i Catalogue of Life.